# Austwick
Austwick – wieś w Anglii, w hrabstwie North Yorkshire, w dystrykcie (unitary authority) North Yorkshire. Leży 86 km na zachód od miasta York i 326 km na północny zachód od Londynu. Miejscowość liczy 476 mieszkańców.